# Gustavo Pulti
Gustavo Arnaldo Pulti (Dolores, 2 de agosto de 1961) es un contador público y político argentino que ejerció como intendente del partido de General Pueyrredon (cuya cabecera es la ciudad de Mar del Plata) por el partido vecinal Acción Marplatense.
En las Elecciones legislativas de 2021 fue candidato a Diputado Nacional por la Provincia de Buenos Aires a través de la coalición peronista Vamos con Vos.

## Biografía
Sus primeros pasos políticos los da en el Movimiento de Integración y Desarrollo (MID), llegando a ser el referente local del mismo.
En las Elecciones legislativas de 1989 obtiene una banca en el Concejo Deliberante de General Pueyrredón, a través de la lista del Frente Justicialista Popular (FreJuPo). Cuatro años después, en 1993, renueva su banca de concejal a través de la alianza del MID con la Unión del Centro Democrático (UCeDé). Entre las propuestas destacadas ocupando una banca en el Honorable Concejo Deliberante se puede mencionar el proyecto (después Ordenanza 13663) sobre la creación de la figura del Defensor del Pueblo. A diferencia de otros lugaes donde ya existía esa figura, en el Partido de general Pueyrredon (Mar del Plata - Batán) se incorporó la figura de Titular y dos suplementes. 
En 1992, fue el autor del proyecto para crear la Casa de Mar del Plata en Buenos Aires, abriendo una ventana de acceso para todos los contribuyentes de la ciudad con domicilio en CABA.  La utilización de la Banca 25 también es proyecto de Gustavo Arnaldo Pulti como concejal. Desde su implementación, faculta a los ciudadanos y Organizaciones No Gubernamentales a utilizar este canal institucional para su expresión, acercándolo la decisión en el sistema político y de gestión.
Fue tres veces candidato a intendente por Acción Marplatense, el partido vecinal que fundó en 1997 junto a Eduardo Tomás Pezzatti, Héctor Aníbal Rosso, Eduardo Benedetti, Juan Anastasia, Fernando Álvarez, entre otos.
Perdió en 1999 con Elio Aprile (UCR) y en 2003 con Daniel Katz (El Frente - Radicales K) . 
El 28 de octubre de 2007 logra imponerse obteniendo el 33,95% de los votos venciendo  al candidato de Katz y del Frente para la Victoria, Sergio Fares quien era presidente del Consorcio Portuario Mar del Plata.
En 2011 Gustavo Pulti logró la reelección con el 38,75% de los votos. En segundo lugar quedó el candidato del FPV Carlos Cheppi, con el 20,59%. Durante su intendencia llama a licitación la construcción del Parque Tecnológico-, se realizan obras como el Centro de Especialidades Médicas Ambulatorias (CEMA), el Emisario Submarino, el ensanche de la avenida De los Trabajadores (a ese momento, Martinez de Hoz). A ello se suma el gran crecimiento de la industria cultural y las obras del Parque Informático en el sur de la ciudad. Enfrente de ese parque,la Escuela de Artes y Oficios Digitales. La industria del software es otra de las prioridades del municipio y cuenta con 300 productores que generan alrededor de 1.000 millones de pesos al año.
En 2015 se presentó nuevamente como candidato a intendente en las elecciones generales de 2015 por el Frente Marplatense (Acción Marplatense, Frente para la Victoria, Socialismo Marplatense y Nuevo Encuentro), obteniendo el 36,87% que significó el segundo puesto detrás del candidato de Cambiemos, Carlos Arroyo, quien cosechó el 47,00% de los votos. Fue imputado en por presunto lavado de dinero,
En 2019 es candidato a la intendencia con boleta corta de Acción Marplatense al no poder competir en la P.A.S.O. en el Frente de Todos (con la alianza nacional presidencial de Alberto Fernández y Cristina Fernandez de Kirchner) contra Fernanda Raverta y Horacio Tettamanti. En esas elecciones finalmente termina en tercer lugar, detrás de Guillermo Montenegro y María Fernanda Raverta.
En 2021 se presentó como Candidato a Diputado Nacional por la Provincia de Buenos Aires junto a Florencio Randazzo  en la coalición peronista Vamos con Vos, obteniendo en las Elecciones primarias (P.A.S.O.) un 3,48% de los sufragios (11.738 votos) en  Mar del Plata. y un 3,71% (308.264 sufragios) en la Provincia de Buenos Aires, siendo esta su peor elección en toda su carrera política.
| Predecesor: Daniel Katz | Intendente de General Pueyrredon 2007 – 2015 | Sucesor: Carlos Arroyo |